# ベンヌ (小惑星)
- ベンヌ[1][2][3][4]
- ベヌー[5][6][7][8][9][10]

ベンヌまたはベヌー (101955 Bennu) は、アポロ群に属する地球近傍小惑星の1つである。1999年にリンカーン地球近傍小惑星探査 (LINEAR) によって発見された。アメリカ航空宇宙局 (NASA) の宇宙探査機オサイリス・レックスのターゲットとなり、同機は2018年年末にベンヌに到達、周回軌道上からの探査と地表からのサンプル採取をおこなった。

## 地球への衝突の可能性

ベンヌの自転画像（高度80 kmから撮影）

2009年に数学者のアンドレア・ミラニと共同研究者が報告した天体力学に基いた研究によると、ベンヌは2169年から2199年までの間に8回、地球に接近し、そのどれかで地球へ落下する可能性が有ると判明した。2009年の段階では、この小惑星を構成する物質が何であるかはほとんど分かっておらず、さらに、小惑星の形状すらも正確には判っていなかったために不確定な要素が多いものの、衝突の確率は8回の可能性を合計しても、最大で0.07パーセントと、2009年に推定された。しかしながら、この確率は、他の既知の天体よりも際立って高い確率である。地球近傍小惑星は一般に公転軌道が不安定であるため、ベンヌが地球に衝突する可能性をさらに精密に計算するには、この小惑星の形状をより正確に把握し、少なくとも複数年に及ぶレーダー観測と光学観測を継続してヤルコフスキー効果による影響がどの程度かを見極める必要がある。
2021年8月、2300年までにベンヌが地球に衝突する確率は、2014年の研究結果から得られた2700分の1とする確率よりも高い、1750分の1であるとする研究結果が発表された。これは、オサイリス・レックスによる観測結果から得られたデータを基に2135年9月にベンヌが地球近辺を通過する際の地球との距離が精密に求められ、さらに太陽系の惑星や300以上の小惑星の重力がベンヌに与える影響を計算した結果、従来の計算よりも2100年代後半から2200年代初頭にかけて地球に衝突する可能性が上がったことによるものである。

## 探査

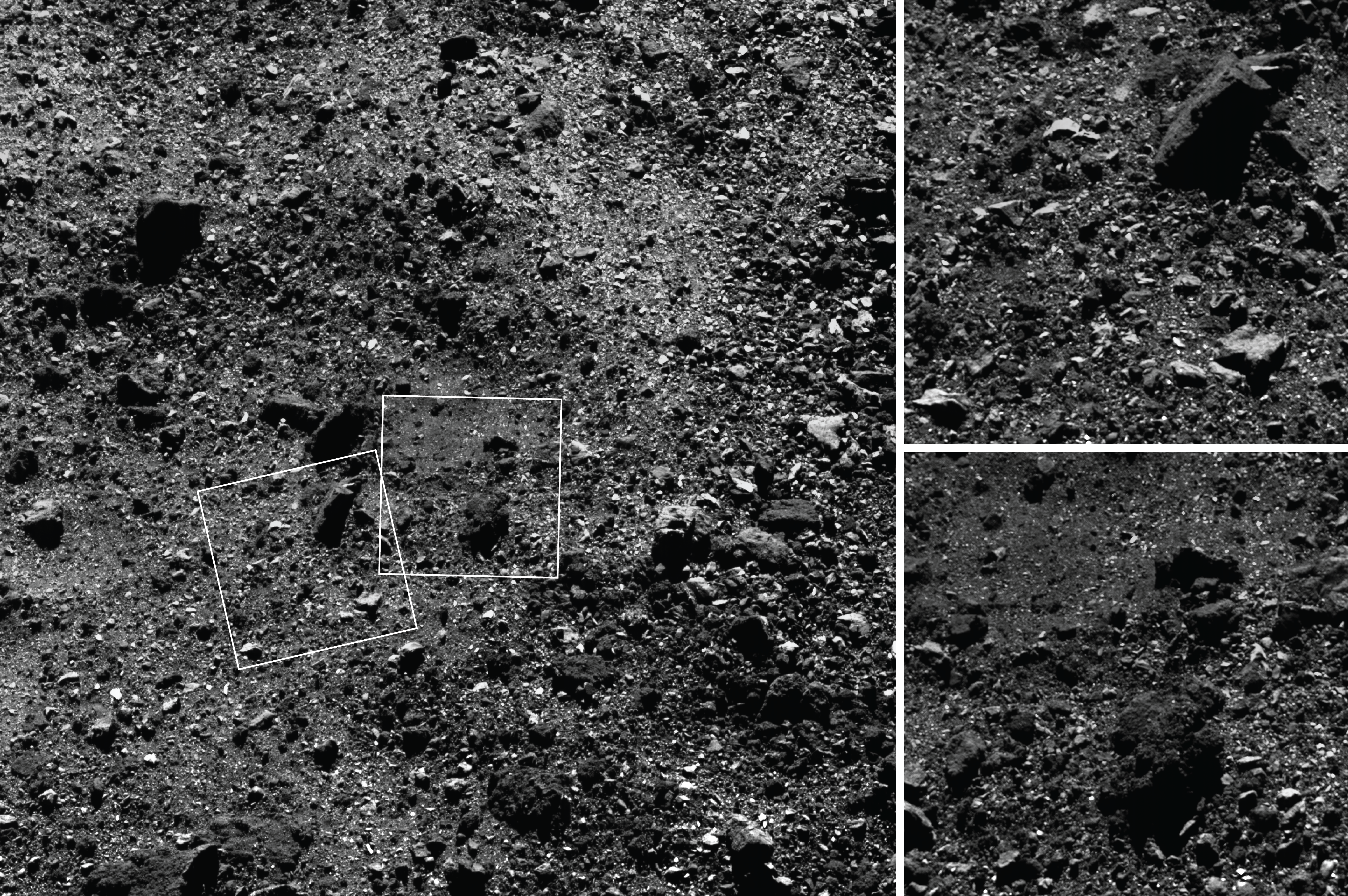
ベンヌ地表の拡大画像

ベンヌは、アレシボ天文台の天体レーダーと、ゴールドストーンのディープスペースネットワークによって詳細に観測され、平均直径は560 メートル程度とされた。
地球近傍小惑星であるベンヌは、より小さな速度変化（Delta-V）で探査機を到達させることが可能なため、探査機を対象の天体近くに直接送り込んで詳細な探査を行うミッションの候補に何度も挙げられてきた。2009年には、アメリカ航空宇宙局 (NASA) の探査機オサイリス・レックスの探査対象として選定され、同機は2018年12月3日に、ベンヌに対してランデブーした。オサイリス・レックスがベンヌを周回する軌道に乗ったことで、ベンヌは宇宙機が周回軌道に乗った最も小さな天体となった。オサイリス・レックスは、周回軌道上から搭載機器のレーザー高度計などを利用して詳細な形状などを調査した。
オサイリス・レックスによる撮像からベンヌの赤道付近が膨らんだ外見が明らかとなり、オサイリス・レックスと同時期に日本の探査機はやぶさ2によるサンプルリターン計画が行われていた小惑星のリュウグウと瓜二つであると、日本で話題となった。このソロバンの玉やコマにもたとえられる形状は、比較的高速で自転する小型の小惑星においてしばしば見られる。リュウグウと比較すると、ベンヌの直径はリュウグウの約半分、体積は約1/8と小さい。
2020年10月20日、オサイリス・レックスは、4つのサンプル採取候補地の中の1つ「Nightingale」地点でサンプル採取を試み、2020年10月21日にNASAは採取に成功したと発表した。その成否は、2023年に予定されている地球への再突入カプセルの投下後に明らかとなる。

## 名称

### 固有名
2012年9月4日にNASAは、オサイリス・レックス計画でサンプルリターンミッションが予定されていた、当時は (101955) 1999 RQ36と仮符号で呼ばれていたこの小惑星の名称を、全世界の18歳未満の人物から募集すると発表した。締め切りは当初同年12月2日までの予定であったが、12月31日に延長された。結果、2013年5月1日に、アメリカ合衆国ノースカロライナ州に住む9歳（当時）の Michael Puzio が応募した Bennu を、国際天文学連合の小天体命名委員会 (Committee for Small Body Nomenclature) に提案し、承認されたと発表した。「ベンヌ」(Bennu) とは、エジプト神話に登場する不死鳥で、オシリスの魂であるとされることもある。

### ベンヌの地名
2019年8月、国際天文学連合の惑星系命名法ワーキンググループ (WGPSN)は、ベンヌの地形には「伝説上の鳥または鳥に似た生物」の名前を付けるというNASAの提案を承認した。
2019年8月にNASAは、4つの着陸・サンプリング地点候補を、エジプトに住む鳥の名前から「Nightingale (サヨナキドリ)」「Kingfisher (カワセミ)」「Osprey (ミサゴ)」「Sandpiper (シギ)」と命名した。2020年10月20日のサンプル採取は、Nightingaleで実施された。

## 地形一覧

### 地域
ベンヌの地域の名は、神話の鳥に由来する。
| 地名                         | 由来     |
| ---------------------------- | -------- |
| トラヌワ地域 (Tlanuwa Regio) | トラヌワ |

### 岩塊
ベンヌの岩塊の名は、大半が神話やフィクションの鳥、または、鳥に似た生物に由来する。
| 地名                                 | 由来           |
| ------------------------------------ | -------------- |
| アエロプス岩塊 (Aellopus Saxum)      | アエローの別名 |
| アエトス岩塊 (Aetos Saxum)           | アエトス       |
| アミハン岩塊 (Amihan Saxum)          | アミハン       |
| ベンベン岩塊 (Benben Saxum)          | ベンベン       |
| ブーブリエ岩塊 (Boobrie Saxum)       | ブーブリエ     |
| カムラトズ岩塊 (Camulatz Saxum)      | カムラトズ     |
| ケラエノ岩塊 (Celaeno Saxum)         | ケラエノ       |
| キーンクウィア岩塊 (Ciinkwia Saxum)  | キーンクウィア |
| ドードー岩塊 (Dodo Saxum)            | ドードー鳥     |
| ガマユン岩塊 (Gamayun Saxum)         | ガマユン       |
| ガーゴイル岩塊 (Gargoyle Saxum)      | ガーゴイル     |
| グリンカムビ岩塊 (Gullinkambi Saxum) | グリンカムビ   |
| フギン岩塊 (Huginn Saxum)            | フギン         |
| コンガマトー岩塊 (Kongamato Saxum)   | コンガマトー   |
| ムニン岩塊 (Muninn Saxum)            | ムニン         |
| オキュペテ岩塊 (Ocypete Saxum)       | オーキュペテー |
| オデット岩塊 (Odette Saxum)          | オデット       |
| オディール岩塊 (Odile Saxum)         | オディール     |
| ポウカイ岩塊 (Pouakai Saxum)         | ポウカイ       |
| ロック岩塊 (Roc Saxum)               | ロック鳥       |
| シームルグ岩塊 (Simurgh Saxum)       | シームルグ     |
| ストリクス岩塊 (Strix Saxum)         | ストリクス     |
| ソロンドール岩塊 (Thorondor Saxum)   | ソロンドール   |

### クレーター
ベンヌのクレーターの名は、神話やフィクションの鳥、または、鳥に似た生物に由来する。
| 地名                     | 由来         |
| ------------------------ | ------------ |
| アリカント (Alicanto)    | アリカント   |
| ブラルガフ (Bralgah)     | ブラルガフ   |
| ディネワン (Dinewan)     | ディネワン   |
| ホキオイ (Hokioi)        | ホキオイ     |
| フフク (Huhuk)           | フフク       |
| リリトゥ (Lilitu)        | リリートゥ   |
| ミノカワ (Minokawa)      | ミノカワ     |
| オーニヴァク (Ohnivak)   | オーニヴァク |
| ペガサス (Pegasus)       | ペーガソス   |
| サムパティ (Sampati)     | サムパーティ |
| ウチョーセン (Wuchowsen) | ウチョーセン |
| ウトゥトゥ (Wututu)      | ウトゥトゥ   |